# Diana Zimmer
Pour les articles homonymes, voir Zimmer.
Diana Zimmer, née le 9 juillet 1998 à Pforzheim, est une personnalité politique allemande. 

## Biographie
Diana Zimmer naît le 9 juillet 1998 à Pforzheim. Ses parents font partie de la communauté russo-allemande qui a quitté l'Union soviétique pour s'installer en Allemagne dans les années 1980 et 1990.
Diplômée en gestion et membre de l'AfD, elle se présente au Bundestag en février 2025 dans sa ville natale de Pforzheim. Elle est élue députée.